# خنزير الماء (جنس)
خنزير الماء (الاسم العلمي: Hydrochoerus) جنس حيوان لبون يشمل نوعين يعيشان في أمريكا الجنوبية وبنما، وتعتبر من أكبر القوارض الحية في العالم. يشتق اسم جنس خنزير الماء (Hydrochoerus) من (الإغريقية: hydor = ὕδωρ = «ماء»؛ choiros = χοίρος = «خنزير»).